# The Silver King (film 1919)
The Silver King è un film muto del 1919 diretto da George Irving.

## Produzione
Il film fu prodotto dalla Famous Players-Lasky Corporation

## Distribuzione
Distribuito dalla Famous Players-Lasky Corporation (A Paramount-Artcraft Special), il film - presentato da Adolph Zukor - uscì nelle sale cinematografiche USA il 12 gennaio 1919. In Francia, il titolo venne tradotto letteralmente in Le Roi de l'argent.